# Reagan Youth
Reagan Youth é uma banda estadunidense de punk rock, formada no começo dos anos 80 pelo vocalista Dave Rubinstein (Dave Insurgent) e pelo guitarrista Paul Bakija (Paul Cripple). A banda foi formada no bairro do Queens, na cidade de Nova Iorque. Eles são conhecidos por levarem o hardcore punk para a Costa Leste de Nova Iorque, e também por serem uma parte influente no movimento anarcopunk. Na qual os pais do vocalista Dave Rubinstein eram sobreviventes do Holocausto.
Conhecida por ser uma importante banda no cenário hardcore da cidade de Nova Iorque, a Reagan Youth tocava regularmente no CBGB e fazia turnês intensas por todo os Estados Unidos - ao lado de bandas como Dead Kennedys, Bad Brains e Misfits.
A carreira principal da banda durou até 1990. O vocalista Dave Rubinstein cometeu suicídio três anos depois, seguindo uma série de eventos trágicos em sua vida particular. No ano de 2006, o guitarrista Paul Bakija ressuscitou a banda, trazendo para a sua formação o baixista Al Pike, o baterista Javier Madriaga, e vários outros membros.

## Música

### As letras da banda
A Reagan Youth é uma banda totalmente anarquista, socialista. Então, para obter um grande efeito satírico, eles usam, frequentemente, imagens da Ku Klux Klan e do Partido Nazista na capa de seus álbuns. A banda demonstra, também, sua política esquerdista através de muitas ironias.